# アンドレ・ギュトン
アンドレ・ギュトン（André Gutton, 1904年 - 1980年）は、フランスの都市計画家、建築家。

## 略歴
1927年から1936年にかけて、フランス政府都市計画の担当官として奉職。その後1943年から1969年まで、フランス学士院でチーフを務める。
1948年から1968年の間エコール・デ・ボザール在職。さらに1946年から1963年パリ大学都市計画研究所在職、1950年から1954年にはパリのオペラ座修復主務担当。シリア独立後の1952年、アレッポの都市改善を担当し、現代交通に対応した近代的街路網を策定。